# カイザー窓

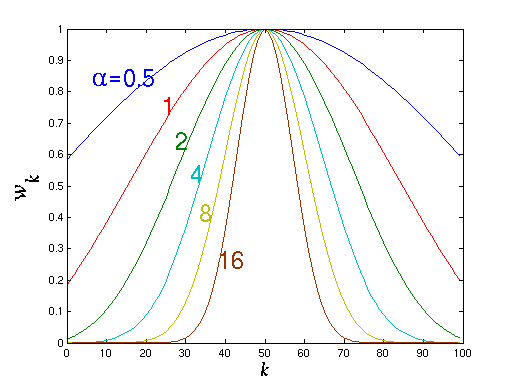
Kaiser window function for n=100 and α= 0.5,1,2,4,8,16.

カイザー窓（カイザーまど、Kaiser window）はデジタル信号処理で使用される準最適の窓関数 wk である。そして公式
{\displaystyle w_{k}=\left\{{\begin{matrix}\displaystyle {\frac {I_{0}\left\{\pi \alpha {\sqrt {1-({\frac {2k}{n-1}}-1)^{2}}}\right\}}{I_{0}(\pi \alpha )}}&{\mbox{if }}0\leq k\leq n\\0&{\mbox{otherwise}}\\\end{matrix}}\right.}
によって定義されている。ここで I0 は第1種の0次の変形ベッセル関数であり、α は窓の形状を決める任意の実数である、そして整数 n は窓の長さである。
定義から、この関数は常に k = n/2、すなわち窓の中心でピークをもち、そして窓の端に向かって指数関数的に減衰する。
α の値が大きくなるほど窓は狭くなっていく。α = 0　は長方形窓に相当する。逆に言えば、より大きい α に対して、メインローブの幅は wk のフーリエ変換後の空間で増加し、サイドローブは振幅で減衰する。このようにしてこのパラメータはメインローブの幅とサイドローブの領域を支配している。α を大きくするほどカイザー窓の形状はガウス型関数に近似したものとなる。
他の窓関数では、変更可能なパラメータが無く、得られるダイナミックレンジが固定されている場合が多いが、カイザー窓の場合はαの値を大きくするだけで、ダイナミックレンジを自由に広く取ることが可能である。

## カイザー-ベッセル派生 (KBD) 窓
関連した窓関数は カイザー-ベッセル派生 (Kaiser-Bessel derived; KBD) 窓である、これは修正離散コサイン変換 (MDCT) での使用に適当であるように設計されたものである。
KBD 窓関数 dk はカイザー窓 wk の項で、公式
{\displaystyle d_{k}=\left\{{\begin{matrix}{\sqrt {\frac {\sum _{j=0}^{k}w_{j}}{\sum _{j=0}^{n}w_{j}}}}&{\mbox{if }}0\leq k<n\\\\{\sqrt {\frac {\sum _{j=0}^{2n-1-k}w_{j}}{\sum _{j=0}^{n}w_{j}}}}&{\mbox{if }}n\leq k<2n\\\\0&{\mbox{otherwise}}\\\end{matrix}}\right.}
で定義される。

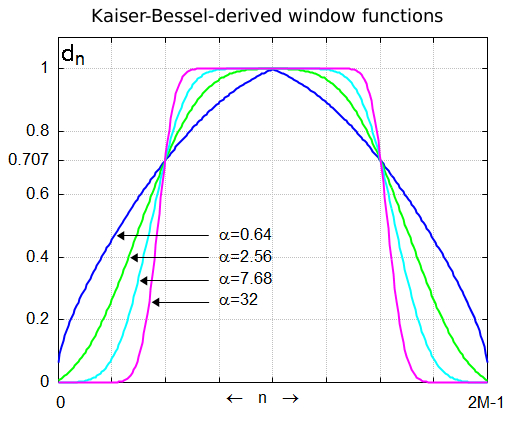
KBD window function for M = 128 and πα = 2, 8, 24, 100.

これは長さ 2n の窓を定義している。ここで定義から dk はMDCTに対する次のプリンセン-ブラッドレイ条件を満たす：
dk2+dk+n2 = 1（wn-k = wk を用いて示される）。
KBD 窓はもう1つの MDCT 条件である対称性 dk = d2n-1-k も満たす。

### 応用
KBD 窓関数はAdvanced Audio Codingデジタル音声フォーマットで使われている。